# CIA's kodeord
 Der er for få eller ingen kildehenvisninger i denne artikel, hvilket er et problem. Du kan hjælpe ved at angive troværdige kilder til de påstande, som fremføres i artiklen.

CIA's kodeord er kodeord brugt af den amerikanske efterretningstjeneste CIA. Der har været meget spekulation om hvad de egentlig betyder.

## Kodeordenes bestanddele
Hvert CIA-kodeord indeholder et præfix med to forbogstaver, som henviser til et geografisk eller funktionelt område. Nogle forbogstaver blev efterhånden udskiftet; for eksempel blev forbogstaverne for Sovjetunionen udskiftet mindst to gange.
Resten er enten et arbitrært opslagsord, eller undertiden kombineres forbogstaverne og kodeordet i dannelsen af et opslagsord (f.eks. AEROPLANE) eller det kan læses som en simpel frase (f.eks. WIBOTHER, læst som "Why bother!"). Kodeord skrives nogle gange med en skråstreg efter forbogstaverne, f.eks. ZR/RIFLE, og nogle gange ud ét, f.eks. ZRRIFLE. Sidstnævnte er det mest almindelige i CIA dokumenter.
Nogle kodeord refererer til mere end et emne, f.eks en gruppe af personer. I dette tilfælde vil det grundlæggende kodeord, f.eks. LICOZY, betegne hele gruppen, medens hvert gruppe-medlem betegnes med et fortløbende nummer, f.eks. LICOZY/3, som nogle gange skrives LICOZY-3.

## Ufuldstændig liste over forbogstaver og mulige definitioner
Årstal i parentes indikerer hvornår forbogstaverne er påvist at have været i brug, men kan i realiteten have været brugt før eller efter de angivne årstal.
- AE: Sovjetunionen
- AM: Cuba (1960'erne)
- AV: Uruguay
- BE: Polen
- BI: Argentina
- CK: Sovjetunionen
- DI: Tjekkoslovakiet
- DM: Jugoslavien
- DN: Sydkorea
- DU: Peru
- EC: Ecuador
- ES: Guatemala
- GT: Sovjetunionen
- HA: Indonesien (1958)
- IA: Angola[1]
- KU: En del af CIA (1960'erne)
- LC Kina ?
- LI: Mexico
- MH: Verdensomspændende operation
- MK: Projekter sponsoreret af CIA's Technical Services Division (1950'ere/1960'ere)
- OD: Andre amerikanske regerings enheder (1960'ere)
- PB: Guatemala
- SD: Iran
- SM: Storbritannien
- TP: Iran (1953)
- TU: Syd-Vietnam
- WI: Demokratiske Republik Congo (1960'ere)
- ZR: Det normale præfix til kodeordet for et intelligence intercept program. Ser ud til at henføre til Staff D operationer. Staff D er den gruppe som som arbejdede direkte under National Security Agency (NSA). Staff D var stedet hvor ZR/RIFLE, et forsøg på at dræbe Fidel Castro, blev afsluttet. (1960'erne)

## Uidentificerede forbogstaver
CA, DT, EC, ER, FJ, HB, HO, HT, JM, JU, KM, LC, QK, SE, SC, WS, ZI

## Ufuldstændig liste over CIA kodeord og mulige definitioner

### Operationer og projekter
- APPLE
- ARTICHOKE: Anti-afhørings projekt. Gik forud for MKULTRA.
- AQUATONE: Det oprindelige navn for Lockheed U-2 Spionfly-projektet. Efterfulgt af CHALICE.
- BIRCH
- BLUEBIRD: mind control program
- CHALICE: Andet navn for Lockheed U-2 Spionfly-projektet. Gik forud for AQUATONE.
- CHATTER
- CHERRY: Fordækt ombringelse (Engelsk:Covert Assasination) / destabilisations opreration under Vietnamkrigen, rettet mod prins (senere kong) Norodom Sihanouk og Cambodias regering. Aflyst.
- CONDOR: 1970'ernes CIA indblanding i latinamerikanske regeringer, nogle mistænker involvering i kuppet og drabet på Salvador Allende i Chile.
- CORONA: Spionsatellit [2].
- DBACHILLES: 1995 forsøg på at støtte et militær kup i Irak [3].
- ECHELON: Verdensomspændende signal efterretnings- og analyse netværk drevet af UKUSA Community [4].
- FIR
- GUSTO: Projekt for at udvikle en efterfølger til Lockheed U-2 Spionflyet
- HTAUTOMAT: Foto-fortolkningscenter etableret for U-2 spionfly-projektet.
- HTLINGUAL: Post operation.
- IDIOM: Indledende arbejde af Convair som en efterfølger til Lockheed U-2 spionflyet. Senere flyttet til GUSTO.
- IAFEATURE: Operation til støtte for UNITA og FNLA under Borgerkrigen i Angola.
- KEMPSTER: Projekt gående ud på at reducere radar-refleksionen ved luftindtaget på Lockheed A-12 spionflyet.
- LEMON
- LINCOLN: Stadig aktiv operation involverende den baskiske separatist bevægelse ETA
- LPMEDLEY: Overvågning af telegrafisk information ud og ind af De Forenede Stater.
- MHCHAOS: Overvågning af Anti-krigs-aktiviteter under Vietnamkrigen.
- MKDELTA: Lagerføring af dødelige biologiske og kemiske stoffer, blev senere til MKNAOMI.
- MKNAOMI: Lagerføring af dødelige biologiske og kemiske stoffer, efterfølger til MKDELTA.
- MKULTRA: Mind control research. MKULTRA betyder MK (kode for videnskabelige projekter) og ULTRA (top klassifikations reference, jf. ULTRA kode-brydning under 2. verdenskrig. Omdøbt til MKSEARCH i 1964.
- MKSEARCH: MKULTRA efter 1964, mind control research.
- MKOFTEN: Tests af følgevirkningerne af biologiske og kemiske stoffer, del af MKSEARCH.
- OAK: Operation for at dræbe mistænkte syd-vietnamsesiske kollaboratører under Vietnamkrigen.
- OXCART: Lockheed A-12 spionflyprojekt. Afløste GUSTO.
- PAPERCLIP: Amerikansk rekrutering af tyske videnskabsfolk efter 2. verdenskrig.
- PHOENIX: Vietnam fordækt efterretnings/snigmyrdnings operation.
- PINE
- PBFORTUNE: CIA projekt til at forsyne tropper i opposition til Guatemala's præsident Arbenz med våben, forsyninger og penge; forgænger til PBSUCCESS.
- PBHISTORY: Central Intelligence Agency projekt for at samle og analysere dokumenter fra Arbenz' regering i Guatemala som ville kriminalisere Arbenz som kommunist.
- PBJOINTLY: Operation som byggede en tunnel fra den amerikanske sektor i Berlin til den russiske sektor.
- PBSUCCESS: (Også PBS) Central Intelligence Agency skjult operation for at fjerne Arbenz' regering i Guatemala.
- RAINBOW: Projekt til at reducere radar-refklektionen af Lockheed U-2 spionflyet. Efterfulgt af GUSTO.
- SHERWOOD: CIA radio udsendelses program i Nicaragua påbegyndt den 1. maj 1954.
- THERMOS: Uklassificeret kodeord brugt i stedet for RAINBOW.
- TPAJAX: Fælles amerikansk/britisk operation for at fjerne Mohammed Mossadeq, premierminister i Iran.
- TSS: Technical Services Staff.
- WASHTUB: Operation for at plante sovjetiske våben i Nicaragua

### Organisationer
- CATIDE: Bundesnachrichtendienst
- KUBARK: CIA-hovedkvarterer
- KUCAGE: CIA's oversøiske, paramilitære propaganda-operationer
- KUCLUB: Kommunikationskontor
- KUDESK: Counterintelligence afdeling
- KUDOVE: Lederens kontor
- KUFIRE: Efterretning
- KUGOWN: Propaganda
- KUHOOK: Forhandlinger/logistikker (usikkert)
- KUSODA: CIA-afhøringer
- ODACID: Udenrigsministeriet/amerikansk ambassade
- ODEARL: USA's forsvarsministerium
- ODENVY: FBI: Federal Bureau of Investigation
- ODOATH: US Navy
- ODOPAL United States Army Counterintelligence Corps
- ODUNIT: US Air Force
- ODYOKE: Den amerikanske regering
- QKFLOWAGE: United States Information Agency
- SKIMMER: "Gruppen", CIA dæk-organisation til støtte for Castillo Armas
- SGUAT: CIA-station i Guatemala
- SMOTH: Den britiske hemmelige tjeneste (også kendt som MI6)
- SYNCARP: "Juntaen" , Castillo Armas' politiske organistion ledet af Cordova Cerna
- UNIFRUIT: United Fruit Company

### Personer
- AEFOXTROT: Yuri Ivanovich Nosenko, en sovjetisk afhopper.
- AELADLE: Anatoliy Golitsyn, en sovjetisk afhopper.
- AMLASH: Rolando Cubela Secades, en cubansk tjenestemand involveret i et forsøg på at dræbe Fidel Castro i 1963.
- AMQUACK: Che Guevara, argentininsk guerrillaleder.
- AMTHUG: Fidel Castro, Cubansk præsident.
- ESQUIRE: James Bamford, forfatter af "The Puzzle Palace".
- GPFLOOR: Lee Harvey Oswald, J.F. Kennedy's morder.
- GPIDEAL: John F. Kennedy, amerikansk præsident
- GRALLSPICE: Pyotr Semonovich Popov, sovjetisk afhopper.
- JMBLUG: John S. Peurifoy, amerikansk ambassadør i Guatemala.
- KUMOTHER: James Jesus Angleton, chef for CIA's counter intelligence.
- PANCHO: Carlos Castillo Armas, Præsident i Guatemala, også RUFUS.
- RUFUS: Carlos Castillo Armas, Præsident i Guatemala, også PANCHO.
- SKILLET: Whiting Willauer, amerikansk ambassadør i Honduras.
- STANDEL: Jacobo Arbenz, Præsident i Guatemala.

### Steder
- BOND: Puerto Barrios, Guatemala
- DTFROGS: El Salvador
- HTKEEPER: Mexico City
- HTPLUME: Panama
- JMMADD: CIA luftbase nær byen Retalhuleu, Guatemala.
- JMTIDE: CIA luftbase i Puerto Cabezas, Nicaragua.
- JMTRAX: CIA skjult luftbase/træningslejr i Guatemala.
- JMWAVE: CIA station in Miami (som opererede mod Cuba).
- KMFLUSH: Nicaragua
- KMPAJAMA: Mexico
- KMPLEBE: Peru
- LCPANGS: Costa Rica
- LIONIZER: Guatemalansk flygtningelejr i Mexico
- PBPRIME: Amerikas Forenede Stater
- PBRUMEN: Cuba
- SARANAC: Træningssted i Nicaragua.
- SCRANTON: Træningsbase for radio-operatører nær Nicaragua.
- WSBURNT: Guatemala
- WSHOOFS: Honduras

### Andet
- BGGYPSY: Kommunist.
- ESCOBILLA: Guatemalansk indbygger.
- ESMERALDITE: Arbejderbevægelses informant knyttet til American Federation of Labor (AFL)'-sponsoret arbejderbevægelse.
- ESSENCE: Guatemalansk anti-kommunist leder.
- FJHOPEFUL: Militærbase.
- LCFLUTTER: Løgnedetektor, nogle gange erstattet af sandhedsserummet: Sodium Amytal (amobarbital), Sodium Pentothal (thiopental), og Seconal (secobarbital), for at frembringe bekendelser på en tilbageholdt person.
- LIENVOY: Aflytning eller opsnapningsprogram.
- RYBAT: Indikerer at informationen er meget sensitiv.
- SLINC: Telegram indikator for PBSUCCESS hovedkvarter i Florida.

## Uidentificerede kodeord
AEBARMAN, AEFOX, AEROPLANE, AVBLIMP, AVBRANDY, AVBUSY, CABOUNCE, CLOWER, ECJOB, ESGAIN, ESODIC, FJDEFLECT, GOLIATH, HBDRILL, HOPEFUL, JUBATE, JUBILIST, KUHOOK, KUJUMP, KUPALM, KURIOT, KUTUBE, LCPANES, LICOZY, LITEMPO, ODIBEX, PBCABOOSE,

## Mere læsning
- Cullather and PBSUCCESS document collection (Webside ikke længere tilgængelig)
- Leo D. Carl, The International Dictionary of Intelligence, Mavin Books, 1990, p. 107
- Phillip Agee, Inside the Company: CIA Diary, Stonehill Publishing, 1975, p. 48
- David Wise, Molehunt, Random House, 1992, p. 19
- John Stockwell, In Search of Enemies, 1978
- Gregory W. Pedlow and Donald E. Welzenbach, The Central Intelligence Agency and Overhead Reconnaissance: The U-2 and OXCART Programs, 1954 – 1974, CIA History Staff, 1992.
- Richard M. Bissell, Jr., "[...] Cable Handling Procedures," SAPC-21143, 8 November 1957.
- DPD Contracting Officer, "Change of Project Funds Obligated under Contract No. SS-100," DPD-2827-59, 30 April 1959.